# Nils-Ole Paul
Nils-Ole Paul (* 4. Januar 1997) ist ein deutscher Säbelfechter.

## Leben
Nils-Ole Paul ficht seit dem 24. Juli 2009 am Olympiastützpunkt beim Fecht-Club Tauberbischofsheim.
Paul besuchte das Wirtschaftsgymnasium der Kaufmännischen Schule Tauberbischofsheim, welches er 2016 mit dem Abitur abschloss.

## Sportliche Erfolge
Paul konnte bei den Deutschen Fechtmeisterschaften 2013 die Silbermedaille mit der Säbel-Mannschaft des Fecht-Clubs Tauberbischofsheim erringen. 2017 und 2018 folgten zwei Bronzemedaillen mit der Säbel-Mannschaft. Laut FIE erreichte Paul in der Saison 2016/17 international 7 Weltcuppunkte.